# Timothy Castagne
Timothy Castagne (Aarlen, 5 december 1995) is een Belgische voetballer die doorgaans als rechtsback speelt. Hij verruilde Leicester City in augustus 2023 voor Fulham. Castagne debuteerde in 2018 in het Belgisch voetbalelftal.

## Carrière

### Jeugd
Castagne speelde in de jeugd van Excelsior Virton. Na een tijd ging hij naar een internaat in Luik. Hier mocht hij meetrainen bij de jeugd van Standard Luik, maar bleef hij in het weekend wel wedstrijden spelen bij Virton. In 2011 stapte Castagne over naar KRC Genk, nadat Standard besloot om hem niet definitief aan te trekken. In juni 2013 kreeg hij bij Genk een profcontract voor drie jaar.

### KRC Genk
Nadat hij een goede indruk achterliet bij de wedstrijden van de beloften nam toenmalig Genk-trainer Mario Been Castagne in januari 2014 mee op winterstage met de selectie van het eerste elftal. Ook hier maakte hij een goede indruk. Daarop werd hij definitief in de selectie van Genk opgenomen. Tot een officieel debuut kwam het dat seizoen nog niet. Wel mocht hij een paar keer plaatsnemen op de bank. Hij debuteerde op 14 september 2014 voor de Limburgers in een thuiswedstrijd tegen Club Brugge, waarin hij een basisplaats kreeg. Ook in de daaropvolgende competitiewedstrijden tegen Royal Mouscron-Péruwelz en Sporting Charleroi mocht hij starten. In de tweede helft van de competitie stond Castagne steeds in het basiselftal. Op 2 mei 2015 maakte hij zijn eerste doelpunt, in een gewonnen wedstrijd tegen Waasland-Beveren. Hij kwam in zijn debuutseizoen 28 wedstrijden in actie. Castagne bleef ook in 2015/16 en 2016/17 basisspeler bij Genk. Na een vierde plaats in 2015/16 speelde hij in zijn derde seizoen in de hoofdmacht zijn eerste wedstrijden in Europees clubverband, in de Europa League. Zijn ploeggenoten en hij kwamen tot de kwartfinales. Daarin legden ze het af tegen Celta de Vigo.

### Atalanta
In juli 2017 werd bekend dat Castagne een contract voor drie seizoenen ondertekend had bij Atalanta Bergamo. Hij werd hier de vervanger van Andrea Conti, die een transfer maakte naar AC Milan. Atalanta leek eerst ook zijn oog te hebben laten vallen op Gent-rechtsachter Thomas Foket, maar problemen bij de medische keuring van de Brusselaar zouden Atalanta op weg hebben gezet naar Castagne. Castagne debuteerde op 10 september 2017 in de basisopstelling van Atalanta voor een wedstrijd in de Serie A tegen Sassuolo. Hij speelde in de volgende drie seizoenen elk jaar meer dan twintig competitiewedstrijden. Een onbetwiste basisspeler werd hij niet. Castagne bereikte in 2018/19 met Atalanta de finale van de Coppa Italia. Daarin verloren zijn ploeggenoten en hij door twee tegengoals in de laatste tien minuten van SS Lazio. Datzelfde jaar droeg hij in 28 speelronden bij aan het behalen van de derde plaats in de Serie, de beste prestatie in de clubgeschiedenis. Castagne trad hierdoor in 2019/20 voor het eerst in zijn carrière aan in de Champions League, tegen Dinamo Zagreb, Sjachtar Donetsk, Manchester City en in de kwartfinale tegen de latere finalist Paris Saint-Germain. Atalanta en hij eindigden in de Serie A opnieuw op de derde plaats.

### Leicester City
Castagne verhuisde in september 2020 voor € 24 miljoen naar Leicester City (€ 20 miljoen plus € 4 miljoen aan bonussen). Hij tekende er een contract voor vijf jaar. Bij Atalanta lag hij nog één jaar onder contract. Castagne werd gehaald als vervanger voor Ben Chilwell die naar Chelsea vertrok. Hij mocht zich meteen de duurste Belgische verdediger ooit noemen. Hij was de zevende Belg die manager Brendan Rodgers vastlegde bij zijn clubs: hij haalde Simon Mignolet, Divock Origi en Christian Benteke naar Liverpool, hij huurde Charly Musonda Jr. bij Celtic, hij overtuigde Youri Tielemans om definitief te kiezen voor Leicester en haalde ook Dennis Praet naar de Premier League. In Wilfred Ndidi vond Castagne ook een voormalig ploeggenoot van KRC Genk terug. Castagne scoorde tijdens zijn debuut op de openingsspeeldag tegen West Bromwich Albion en gaf de twee wedstrijden nadien telkens een assist. Na zijn eerste maand in de Engelse competitie werd hij genomineerd voor de prijs voor Speler van de Maand. Castagne stond door problemen aan zijn dijbeen in zijn debuutseizoen bij Leicester aanzienlijke tijd aan de kant. De 27 speelrondes waarvoor hij wel fit was, stond hij allemaal in de basis. Hij won dat seizoen ook de FA Cup met Leicester. Na een vijfde en een achtste plaats in zijn eerste twee Engelse seizoenen, moest Castagne in 2022/23 met Leicester vechten tegen degradatie. Hij speelde dat seizoen op-een-na alle speelronden. Zijn teamgenoten en hij vochten zich na veertien speelronden boven de degradatiestreep, maar gingen in de slotfase van het seizoen alsnog ten onder.

### Fulham
Castagne daalde niet met Leicester City af naar de Championship, maar tekende in augustus 2023 voor vier jaar bij Fulham, de nummer tien van de Premier League in het voorgaande seizoen. Dat betaalde circa 19 miljoen euro voor hem.

## Clubstatistieken
| Seizoen     | Club             | Competitie     | Competitie | Competitie | Competitie | Beker | Beker | Beker | Internationaal | Internationaal | Internationaal | Totaal | Totaal | Totaal |
| Seizoen     | Club             | Competitie     | Wed.       | Dlp.       | Ass.       | Wed.  | Dlp.  | Ass.  | Wed.           | Dlp.           | Ass.           | Wed.   | Dlp.   | Ass.   |
| ----------- | ---------------- | -------------- | ---------- | ---------- | ---------- | ----- | ----- | ----- | -------------- | -------------- | -------------- | ------ | ------ | ------ |
| 2014/15     | KRC Genk         | Eerste klasse  | 27         | 1          | 2          | 1     | 0     | 0     | —              | —              | —              | 28     | 1      | 2      |
| 2015/16     | KRC Genk         | Eerste klasse  | 21         | 0          | 1          | 1     | 0     | 0     | —              | —              | —              | 22     | 0      | 1      |
| 2016/17     | KRC Genk         | Eerste klasse  | 32         | 0          | 1          | 5     | 0     | 0     | 12             | 2              | 0              | 49     | 2      | 1      |
| Club Totaal | Club Totaal      | Club Totaal    | 80         | 1          | 4          | 7     | 0     | 0     | 12             | 2              | 0              | 99     | 3      | 4      |
| 2017/18     | Atalanta Bergamo | Serie A        | 20         | 0          | 2          | 3     | 1     | 0     | 3              | 0              | 1              | 26     | 1      | 3      |
| 2018/19     | Atalanta Bergamo | Serie A        | 28         | 4          | 2          | 5     | 1     | 1     | 4              | 0              | 1              | 37     | 5      | 4      |
| 2019/20     | Atalanta Bergamo | Serie A        | 27         | 1          | 3          | 0     | 0     | 0     | 6              | 1              | 0              | 33     | 2      | 3      |
| Club Totaal | Club Totaal      | Club Totaal    | 75         | 5          | 7          | 8     | 2     | 1     | 13             | 1              | 2              | 96     | 8      | 10     |
| 2020/21     | Leicester City   | Premier League | 27         | 2          | 3          | 5     | 0     | 1     | 2              | 0              | 0              | 34     | 2      | 4      |
| 2021/22     | Leicester City   | Premier League | 27         | 1          | 0          | 0     | 0     | 0     | 9              | 0              | 0              | 36     | 1      | 0      |
| 2022/23     | Leicester City   | Premier League | 37         | 2          | 3          | 2     | 0     | 0     | —              | —              | —              | 39     | 2      | 3      |
| Club Totaal | Club Totaal      | Club Totaal    | 91         | 5          | 6          | 7     | 0     | 1     | 11             | 0              | 0              | 109    | 5      | 7      |
| 2023/24     | Fulham FC        | Premier League | 27         | 0          | 2          | 1     | 0     | 0     | —              | —              | —              | 28     | 0      | 2      |
| Club Totaal | Club Totaal      | Club Totaal    | 27         | 0          | 2          | 1     | 0     | 0     | 0              | 0              | 0              | 28     | 0      | 2      |
| TOTAAL      | TOTAAL           | TOTAAL         | 273        | 11         | 19         | 23    | 2     | 2     | 36             | 3              | 2              | 332    | 16     | 23     |

Bijgewerkt tot 27 maart 2022.

## Internationaal
Castagne speelde in 2013 vier wedstrijden voor België –18 en van 2013 tot 2014 twaalf wedstrijden voor België –19. Hij werd in november 2014 voor de eerste keer opgeroepen voor België –21. Castagne maakte op 30 maart 2015 zijn eerste doelpunt als Jonge Duivel, tegen Moldavië –21. Hij speelde met de Belgische nationale jeugdteams nooit op een eindtoernooi.
Castagne werd in september 2018 voor het eerst opgeroepen voor het Belgisch voetbalelftal. Hij maakte op 7 september 2018 zijn debuut als international, in een oefeninterland tegen Schotland. Hij begon meteen in de basis en werd in de rust vervangen door Thomas Meunier. België won met 4–0. Ook Hans Vanaken en Birger Verstraete debuteerden in deze wedstrijd. Castagne maakte op 8 juni 2019 zijn eerste doelpunt voor het nationale team, tijdens een EK-kwalificatiewedstrijd tegen Kazachstan. Ook in zijn volgende interland was hij trefzeker, in een 9–0 overwinning op San Marino. Hij legde toen de eindstand vast. 
Bondscoach Roberto Martínez nam Castagne mee naar het EK 2020. Dat toernooi zat er na 27 minuten op voor hem. Hij brak tijdens een kopduel met Daler Koezjajev een oogkas en was uitgespeeld. Martínez selecteerde hem ook voor het WK 2022. Hierop speelde hij alle Belgische groepswedstrijden van begin tot eind, waarna België naar huis moest. Eind mei 2024 werd Castagne door bondscoach Domenico Tedesco opgenomen in de selectie voor het EK 2024 in Duitsland.

### Interlands
| Interlands van Timothy Castagne voor België | Interlands van Timothy Castagne voor België | Interlands van Timothy Castagne voor België | Interlands van Timothy Castagne voor België | Interlands van Timothy Castagne voor België | Interlands van Timothy Castagne voor België |
| No.                                         | Datum                                       | Wedstrijd                                   | Uitslag                                     | Soort Wedstrijd                             | Doelpunten                                  |
| Als speler bij Atalanta Bergamo             | Als speler bij Atalanta Bergamo             | Als speler bij Atalanta Bergamo             | Als speler bij Atalanta Bergamo             | Als speler bij Atalanta Bergamo             | Als speler bij Atalanta Bergamo             |
| ------------------------------------------- | ------------------------------------------- | ------------------------------------------- | ------------------------------------------- | ------------------------------------------- | ------------------------------------------- |
| 1.                                          | 7 september 2018                            | Schotland – België                          | 0 – 4                                       | Vriendschappelijk                           | -                                           |
| 2.                                          | 16 oktober 2018                             | België – Nederland                          | 1 – 1                                       | Vriendschappelijk                           | -                                           |
| 3.                                          | 21 maart 2019                               | België – Rusland                            | 3 – 1                                       | EK 2020 kwalificatie                        | -                                           |
| 4.                                          | 24 maart 2019                               | Cyprus – België                             | 0 – 2                                       | EK 2020 kwalificatie                        | -                                           |
| 5.                                          | 8 juni 2019                                 | België – Kazachstan                         | 3 – 0                                       | EK 2020 kwalificatie                        | 14'                                         |
| 6.                                          | 10 oktober 2019                             | België – San Marino                         | 9 – 0                                       | EK 2020 kwalificatie                        | 90'                                         |
| 7.                                          | 16 november 2019                            | Rusland – België                            | 1 – 4                                       | EK 2020 kwalificatie                        | -                                           |
| Als speler bij Leicester City               |                                             |                                             |                                             |                                             |                                             |
| 8.                                          | 5 september 2020                            | Denemarken – België                         | 0 – 2                                       | UEFA Nations League 2020/21                 | -                                           |
| 9.                                          | 8 oktober 2020                              | België – Ivoorkust                          | 1 – 1                                       | Vriendschappelijk                           | -                                           |
| 10.                                         | 11 oktober 2020                             | Engeland – België                           | 2 – 1                                       | UEFA Nations League 2020/21                 | -                                           |
| 11.                                         | 14 oktober 2020                             | IJsland – België                            | 1 – 2                                       | UEFA Nations League 2020/21                 | -                                           |
| 12.                                         | 24 maart 2021                               | België – Wales                              | 3 – 1                                       | Kwalificatie WK 2022                        | -                                           |
| 13.                                         | 27 maart 2021                               | Tsjechië – België                           | 1 – 1                                       | Kwalificatie WK 2022                        | -                                           |
| 14.                                         | 6 juni 2021                                 | België – Kroatië                            | 1 – 0                                       | Vriendschappelijk                           | -                                           |
| 15.                                         | 12 juni 2021                                | België - Rusland                            | 3 – 0                                       | EK 2020 groepsfase                          | -                                           |
| 16.                                         | 5 september 2021                            | België – Tsjechië                           | 3 – 0                                       | Kwalificatie WK 2022                        | -                                           |
| 17.                                         | 8 september 2021                            | Wit-Rusland − België                        | 0 – 1                                       | Kwalificatie WK 2022                        | -                                           |
| 18.                                         | 7 oktober 2021                              | België – Frankrijk                          | 2 – 3                                       | UEFA Nations League 2020/21 halve finale    | -                                           |
| 19.                                         | 10 oktober 2021                             | Italië – België                             | 2 – 1                                       | UEFA Nations League 2020/21 troostfinale    | -                                           |
| 20.                                         | 13 november 2021                            | België - Estland                            | 3 – 1                                       | Kwalificatie WK 2022                        | -                                           |
| 21.                                         | 16 november 2021                            | Wales - België                              | 1 – 1                                       | Kwalificatie WK 2022                        | -                                           |
| 22.                                         | 3 juni 2022                                 | België – Nederland                          | 1 – 4                                       | UEFA Nations League 2022/23                 | -                                           |
| 23.                                         | 8 juni 2022                                 | België – Polen                              | 6 – 1                                       | UEFA Nations League 2022/23                 | -                                           |
| 24.                                         | 14 juni 2022                                | Polen – België                              | 0 – 1                                       | UEFA Nations League 2022/23                 | -                                           |
| 25.                                         | 25 september 2022                           | Nederland – België                          | 1 – 0                                       | UEFA Nations League 2022/23                 | -                                           |
| 26.                                         | 18 november 2022                            | België – Egypte                             | 1 – 2                                       | Vriendschappelijk                           | -                                           |
| 27.                                         | 23 november 2022                            | België – Canada                             | 1 – 0                                       | WK 2022 groepsfase                          | -                                           |
| 28.                                         | 27 november 2022                            | België – Marokko                            | 0 – 2                                       | WK 2022 groepsfase                          | -                                           |
| 29.                                         | 1 december 2022                             | Kroatië – België                            | 0 – 0                                       | WK 2022 groepsfase                          | -                                           |
| 30.                                         | 24 maart 2023                               | Zweden – België                             | 0 – 3                                       | Kwalificatie EK 2024                        | -                                           |
| 31.                                         | 28 maart 2023                               | Duitsland - België                          | 2 – 3                                       | Vriendschappelijk                           | -                                           |
| 32.                                         | 17 juni 2023                                | België – Oostenrijk                         | 1 – 1                                       | Kwalificatie EK 2024                        | -                                           |
| 33.                                         | 20 juni 2023                                | Estland – België                            | 0 – 3                                       | Kwalificatie EK 2024                        | -                                           |
| Als speler bij Fulham                       |                                             |                                             |                                             |                                             |                                             |
| 34.                                         | 9 september 2023                            | Azerbeidzjan – België                       | 0 – 1                                       | Kwalificatie EK 2024                        | -                                           |
| 35.                                         | 12 september 2023                           | België – Estland                            | 5 – 0                                       | Kwalificatie EK 2024                        | -                                           |
| 36.                                         | 13 oktober 2023                             | Oostenrijk – België                         | 2 – 3                                       | Kwalificatie EK 2024                        | -                                           |
| 37.                                         | 16 oktober 2023                             | België – Zweden                             | 1 – 1                                       | Kwalificatie EK 2024                        | -                                           |
| 38.                                         | 15 november 2023                            | België – Servië                             | 1 – 0                                       | vriendschappelijk                           | -                                           |
| 39.                                         | 19 november 2023                            | België – Azerbeidzjan                       | 5 – 0                                       | Kwalificatie EK 2024                        | -                                           |
| 40.                                         | 23 maart 2024                               | Ierland – België                            | 0 – 0                                       | Vriendschappelijk                           | -                                           |
| 41.                                         | 26 maart 2024                               | Engeland – België                           | 2 – 2                                       | Vriendschappelijk                           | -                                           |
| 42.                                         | 5 juni 2024                                 | België – Montenegro                         | 2 – 0                                       | Vriendschappelijk                           | -                                           |
| 43.                                         | 8 juni 2024                                 | België – Luxemburg                          | 3 – 0                                       | Vriendschappelijk                           | -                                           |
| 44.                                         | 17 juni 2024                                | België – Slowakije                          | 0 – 1                                       | EK 2024 groepsfase                          | -                                           |
| 45.                                         | 22 juni 2024                                | België – Roemenië                           | 2 – 0                                       | EK 2024 groepsfase                          | -                                           |
| 46.                                         | 26 juni 2024                                | Oekraïne – België                           | 0 – 0                                       | EK 2024 groepsfase                          | -                                           |
| 47.                                         | 1 juli 2024                                 | Frankrijk – België                          | 1 – 0                                       | EK 2024 achtste finale                      | -                                           |
| 48.                                         | 6 september 2024                            | België – Israël                             | 3 – 1                                       | UEFA Nations League 2024/25                 | -                                           |
| 49.                                         | 9 september 2024                            | Frankrijk – België                          | 2 – 0                                       | UEFA Nations League 2024/25                 | -                                           |
| 50.                                         | 10 oktober 2024                             | Italië – België                             | 2 – 2                                       | UEFA Nations League 2024/25                 | -                                           |
| 51.                                         | 14 oktober 2024                             | België – Frankrijk                          | 1 – 2                                       | UEFA Nations League 2024/25                 | -                                           |
| 52.                                         | 14 november 2024                            | België – Italië                             | 0 – 1                                       | UEFA Nations League 2024/25                 | -                                           |
| 53.                                         | 17 november 2024                            | Israël – België                             | 1 – 0                                       | UEFA Nations League 2024/25                 | -                                           |
| 54.                                         | 23 maart 2025                               | België – Oekraïne                           | 3 – 0                                       | UEFA Nations League 2024/25 barrages        | -                                           |
| Totaal                                      | Totaal                                      | Totaal                                      | Totaal                                      | Totaal                                      | 2                                           |

Bijgewerkt t/m 23 maart 2025.

## Erelijst
| FA Cup | 1x | 2020/21 |